# Bläsiberg

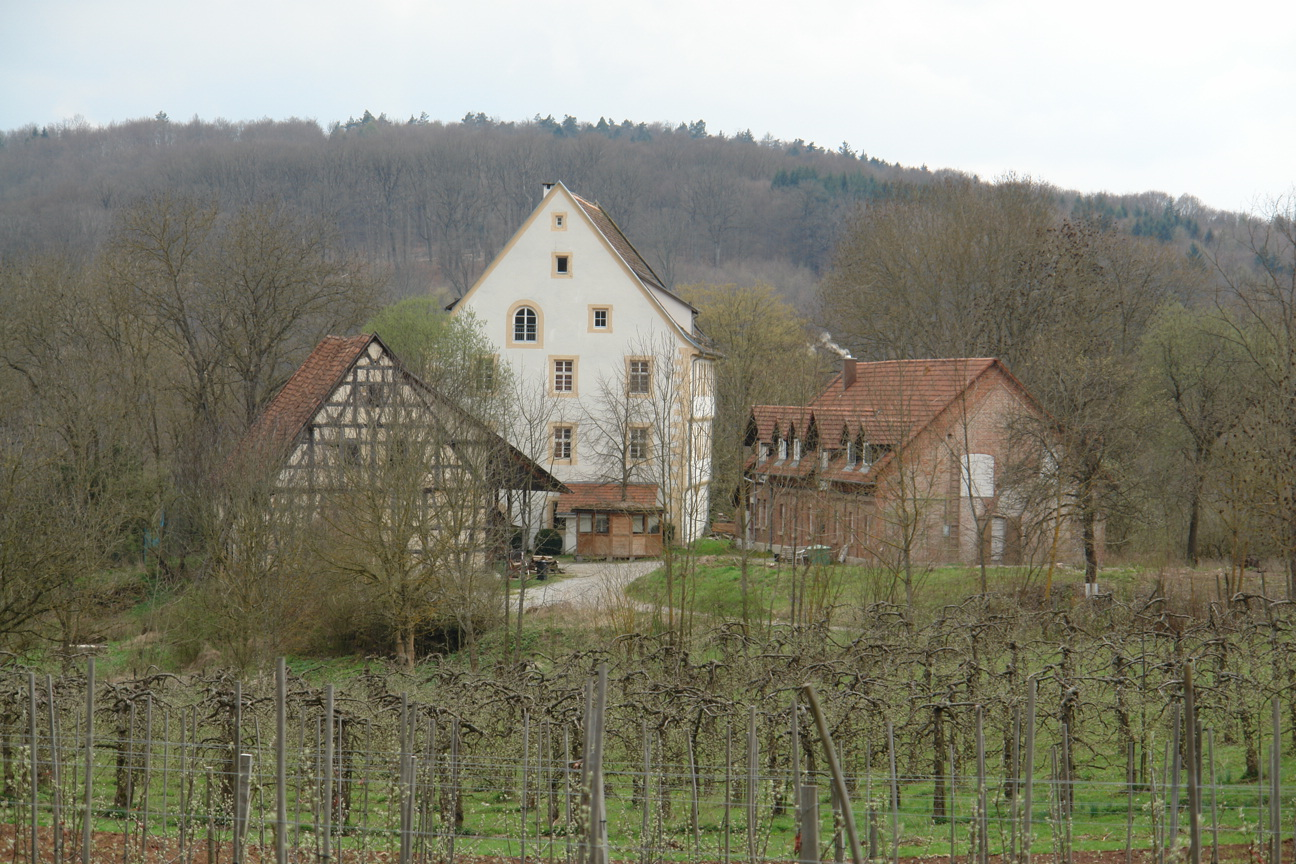
Bläsiberg von oben

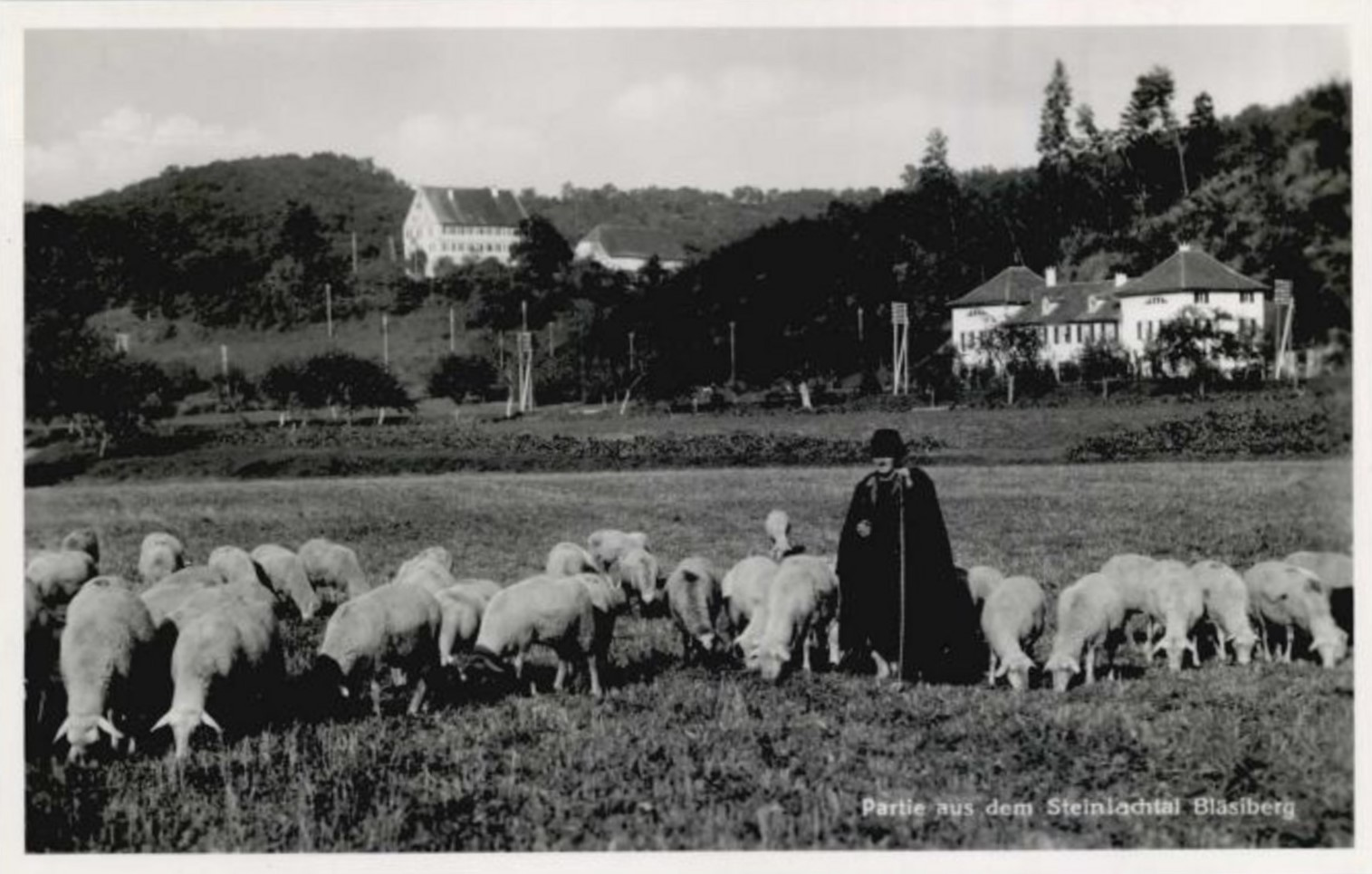
Ein Wanderschäfer zieht mit Hund und Herde durchs Steinlachtal. Die Aufnahme stammt aus den 1930er Jahren und zeigt in der Mitte das Obstgut Bläsiberg mit Kelter sowie rechts das Bläsibad.

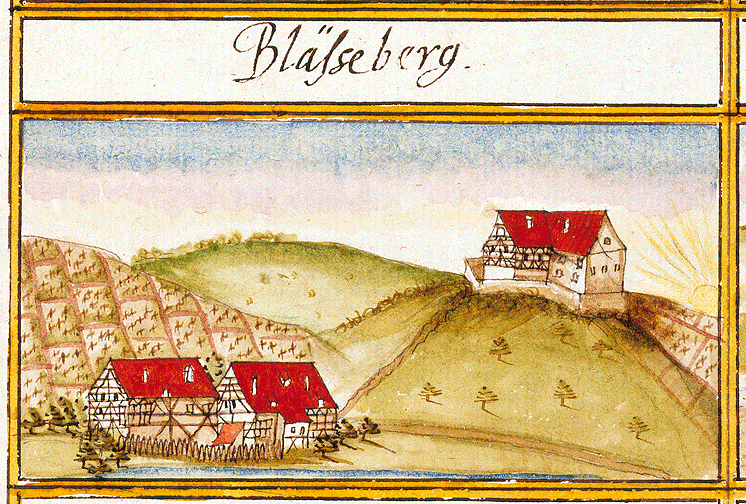
Ansicht des Bläsibergs aus den Forstlagerbüchern von Andreas Kieser (1618–1688)

Das Obstgut Bläsiberg liegt an einem Berghang oberhalb des Steinlachtals bei Tübingen. Die Wohnplätze Bläsiberg und das nahegelegene Bläsibad gehören beide zur Gemarkung des Tübinger Stadtteils Derendingen.

## Geschichte
Die Geschichte der Besiedlung des Bläsibergs fand laut einer phantasievollen märchenhaften Überlieferung bereits zu einem sehr frühen Zeitpunkt statt: Als Kaiser Titus Vespasianus Jerusalem belagerte, soll sich unter seinen Truppen ein Pfalzgraf von Tübingen mit dem Namen Rabotus befunden haben und sich so tapfer gehalten haben, dass der Kaiser ihm eine Burg auf dem Bläsiberg schenkte, an der die Inschrift: T. V. B. (Titi Vespaniani beneficio) angebracht wurde. Als später im nahegelegenen Tal eine Stadt entstand, erhielt diese den daraus zusammengezogenen Namen Tubingen. Diese Stadt wurde im fünften Jahrhundert von den räuberischen Hunnen gänzlich zerstört und wieder neu aufgebaut an dem Ort, wo sie noch jetzt steht. Die Pfalzgrafen begünstigten dieses etymologische Märchen, um ihrem Geschlecht mehr Ansehen zu verleihen, und behaupteten noch im sechzehnten Jahrhundert, sie hätten eine auf Baumrinde geschriebene Urkunde darüber und einen von Vespasian, ihrem Ahnherrn, geschenkten Becher. Als aber während der Reformationszeit genauere Untersuchungen durchgeführt wurden und die Geschichtsforscher diese Denkmäler sehen wollten, waren sie bereits verloren gegangen.
Am Ende des 11. Jahrhunderts schenkte Liutold von Achalm dem Kloster Zwiefalten eine dem Heiligen Blasius geweihte Kapelle. Im Laufe der Zeit fiel die Kaplanei auf dem Bläsiberg an das Tübinger Stift. Außer der Kapelle gab es noch ein Haus, einen Hof und zwei Scheuern.
Um 1860 hatte der Agrarökonom und Professor für Forst- und Landwirtschaft Heinrich von Weber das Gut Bläsiberg für praktische Unterweisungen der Studenten gepachtet. Nach vielfachem Besitzerwechsel kam das Anwesen 1951 mit 40 Hektar Acker und Wiesenland und 32 Hektar Wald an die Stadt Tübingen.
Ende der 1950er-Jahre wurde dort das Städtische Obstgut Bläsiberg eingerichtet und bis Anfang der 1990er-Jahre betrieben. Seit 1994 bewirtschaften die Familien Schell und Grüter das Gut als Obstgut Bläsiberg GbR. Gleichzeitig erfolgte die Umstellung des Betriebes auf den biologisch-dynamischen Anbau, 1997 hat er die Demeter-Zertifizierung erhalten.